# Bataille de N'Djaména (2006)
Pour les articles homonymes, voir Bataille de N'Djaména.
Guerre civile tchadienne
Batailles
- Adré
- Borota
- 1re N'Djaména
- Abou Goulem
- Massakory
- Massaguet
- 2de N'Djaména
- Am Zoer
- Am Dam
- Tamassi

La première bataille de N'Djaména est livrée le 13 avril 2006, durant la guerre civile tchadienne. Elle oppose le FUC, à l'armée nationale tchadienne à la suite de l'attaque menée par les rebelles du FUC sur la ville de N'Djaména.

## Déroulement
Le 13 avril, quelques centaines de miliciens s'approchent de la capitale N'Djaména. Plusieurs sont capturés par les troupes régulières. Idriss Déby désigne le gouvernement soudanais comme responsable des évènements, affirmant que les rebelles sont soit soudanais, soit tchadiens soutenus par le Soudan.
Il rompt les relations diplomatiques avec le Soudan et menace d'expulser les milliers de civils du Darfour réfugiés au Tchad. Le même jour, une centaine de civils sont massacrés par des rebelles tchadiens et soudanais dans le village de Djawara, à l'est du pays. Selon HRW, au moins 43 autres personnes sont tuées dans trois villages des environs entre le 12 et le 13 avril.